# Komunitní bydlení

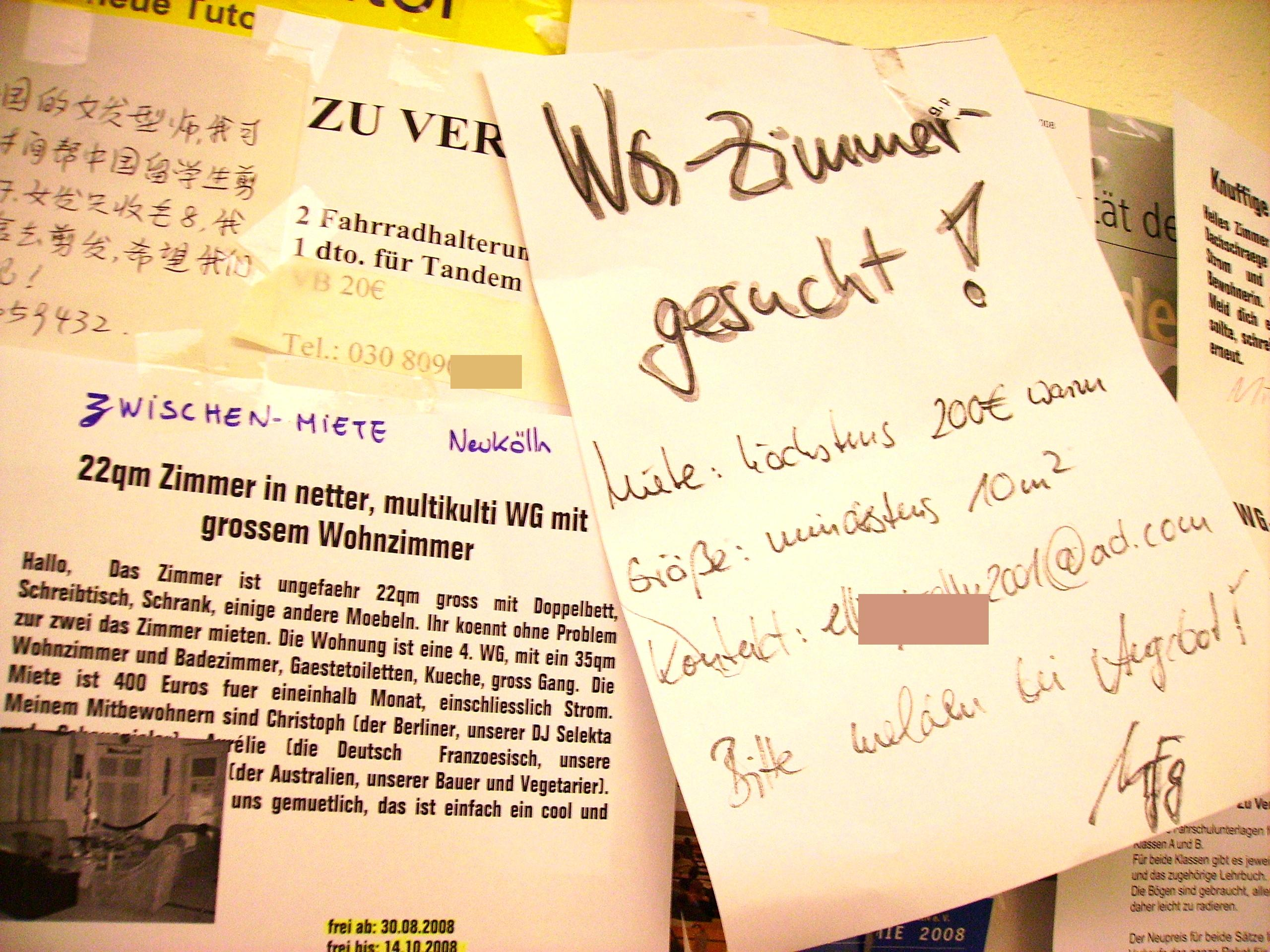
Inzerát na spolubydlení

Komunitní bydlení (německy Wohngemeinschaft, také sdílený pronájem, spolubydlení) je forma bydlení více osob, většinou nezávislých, bez příbuzenského vztahu, v jednom bytě nebo domě, které využívají společně prostory příslušenství, například kuchyň a koupelnu. Protože se takto využívá standardní byt, nelze komunitní bydlení zaměňovat s užíváním komunálních bytů, které jsou k tomuto účelu stavebně upraveny.  V současné době je komunitní bydlení nejvíce rozšířeno v Německu, v Rakousku a ve Švýcarsku.